# Larin izbor
Larin izbor é uma telenovela croata da autora e produtora Jelena Popović Volarić. Começou a ser filmada em junho de 2011 e foi ao ar entre 04 de setembro de 2011 a 03 de julho de 2013 com 2 temporadas e 347 capítulos na Novo TV.
Contou com um spin-off, a websérie Nikol, povjerljivo.
Baseado na novela, foi feito um longa-metragem chamado Larin izbor: Izgubljeni princ, que começou a ser exibido nos cinemas em 28 de junho de 2012, e continua a ação diretamente sobre os eventos da primeira temporada da série.

## Sinopse
Lara Božić é uma jovem e simples garota que vive e trabalha em Split. Apesar de musicista de formação, trabalha como auxiliar de cozinha no serviço de catering. Os donos do serviço de catering oferecem-lhe o emprego de empregada de mesa na recepção da família Zlatar, uma família aristocrática de Split. Na festa, Lara conhece Jakov Zlatar, um menino jovem e bem-educado de uma família respeitável. Jakov voltou para Split depois de estudar no exterior e sua mãe Nela organizou uma festa em sua homenagem. Jacob não está muito interessado no mundo que sua mãe e seu pai estão tentando impor a ele, mas fica impressionado com a jovem que conhece na cozinha. Jacob e Lara se apaixonam à primeira vista e passam a noite inteira juntos. Depois de um jantar apaixonado no jardim, Nela os pega e expulsa Lara de casa. Por não ter impedido a mãe, Jacob sente vergonha e pede perdão a Lara.

## Atrás das câmeras
Os diretores são Robert Orhel, Kristijan Milić, Tomislav Rukavina, Mladen Dizdar e Milivoj Puhlovski, e os roteiristas são Tomislav Hrpka, Milijan Ivezić, Iva Ilakovac, Aleksandar Kristek e Ozren Marod.
O produtor executivo é Milo Grisogono, o estilista é Robert Sever e o diretor de fotografia é Mario Oljača.

## Curiosidades
- Antes das filmagens, a novela foi vendida para 17 países ao redor do mundo, como Eslováquia, República Tcheca, Eslovênia, Montenegro, Macedônia, Bósnia e Herzegovina e Oriente Médio.[2] O número de países onde a novela foi assistida cresceu para 41: além dos acima, Sérvia, Bulgária, Romênia, Grécia, Vietnã e África Ocidental.[3]
- O primeiro papel na televisão da protagonista Doris Pinčić e dos atores coadjuvantes Jagoda Kumrić, Duje Grubišić, Karl Mrkša e Ornela Vištica.
- O primeiro papel negativo para Ecija Ojdanić e Filip Juričić na novela croata.
- Nas cenas em que Larin toca piano e canta a música "Što to bješe ljubav" de Oliver Dragojevic, as letras de Larin são cantadas pela cantora croata Jelena Rozga.
- A atriz veterana Vlasta Knezović interpretou a personagem da empregada Kika no segundo episódio da novela. A partir do episódio seguinte, a atriz foi substituída por outra lenda da atuação croata, Helena Buljan.

## Música
A música-título "Samo ljubav ostaje" é interpretada por Marko Pecotić com Tonko Podrug e Mira Trg. O compositor croata Tonči Huljić é responsável pela parte musical da novela.
A faixa-título foi traduzida para o árabe e alcançou sucesso no Egito e em Dubai.

## Audiência
O primeiro episódio da novela foi ao ar em 04 de setembro de 2011 às 20:00, atingindo 11,9% das visualizações. Com mais episódios, a audiência foi crescendo e atingindo um número de cerca de 17-19%.
A novela registrou a sua maior audiência em 24 de novembro de 2011, quando o episódio foi assistido por 1,2 milhão de espectadores na Croácia.

## Longa-metragem
Antes do fim das filmagens da primeira temporada da novela, começaram os rumores de que estavam planejando um longa-metragem, que deveria ser exibido após o término da primeira temporada. Esta notícia foi confirmada em 25 de abril de 2012. A primeira klapa do filme caiu nessa data em Kaštela, e o resto do filme foi rodado em Split, Korčula e Čiovo. O elenco do filme é composto por Doris Pinčić, Ivan Herceg, Filip Juričić, Jagoda Kumrić e Stefan Kapičić. O ator bósnio Miraj Grbić e o ator veterano croata Špiro Guberina também se juntaram à equipe.

## Temporadas
| Temporada | Temporada | Episódio | Estreia da temporada   | Fim da temporada    |
| --------- | --------- | -------- | ---------------------- | ------------------- |
|           | 1         | 182      | 04 de setembro de 2011 | 20 de junho de 2012 |
|           | 2         | 165      | 23 de setembro de 2012 | 03 de julho de 2013 |

## Elenco
| Ator/Atriz      | Personagem                         |
| --------------- | ---------------------------------- |
| Doris Pinčić    | Lara Zlatar (bivš. Božić)          |
| Ivan Herceg     | Jakov Zlatar (Jaša)                |
| Filip Juričić   | Dinko Bilić                        |
| Jana Milić      | Lejla Bilić (bivš. Vidić)          |
| Ecija Ojdanić   | Antonela Zlatar (Nela)             |
| Frane Perišin   | Tonči Zlatar                       |
| Jagoda Kumrić   | Nikolina Zlatar-Škopljanac (Nikol) |
| Dino Rogić      | Mate Škopljanac                    |
| Stefan Kapičić  | Nikola Ivanov (Nikša)              |
| Ornela Vištica  | Karmen Ivanov (bivš. Sita)         |
| Helena Buljan   | Kristina Zlatar (Kike)             |
| Marija Kohn     | Anđela Zlatar                      |
| Sanja Vejnović  | Mija Petrović (bivš. Božić)        |
| Edita Karađole  | Cvitka Radošić                     |
| Petra Dugandžić | Lola                               |
| Barbara Nola    | Nena                               |
| Mladen Vulić    | Alen Dijak                         |
| Tamara Garbajs  | Vjera Dijak                        |

### 1ª temporada
| Ator/Atriz        | Personagem               |
| ----------------- | ------------------------ |
| Alen Liveric      | Zoran Armanini           |
| Ana Maras         | Anita                    |
| Andrej Dojkić     | Maro                     |
| Bruna Bebic Tudor | Blanka Bilic †           |
| Franko Jakovčević | Filip Kelava             |
| Iva Strljic       | Íris Roncevic            |
| Jasmin Mekić      | Kris Vidic †             |
| Karlo Mrkša       | Jure Šoštarić †          |
| Marija Tadic      | Lidija Bilic             |
| Mark Urem         | Jakov Zlatar # 1 (Zlaja) |
| Mate Gulin        | Paško (Barba)            |
| Milan Strljic     | Vuksan Petrovic †        |
| Milo Kevo         | Milha                    |
| Slavko Juraga     | Ivo Ledic                |
| Stefan Buzurovic  | Ognjan Ivanov            |

### Participou do filme
| Ator/Atriz     | Personagem                          |
| -------------- | ----------------------------------- |
| Doris Pinčić   | Lara Zlatar (irmã de Aurora)        |
| Ivan Herceg    | Jakov Zlatar                        |
| Filip Juricic  | Dinko Bilić (Viktor Morlaci)        |
| David Šikić    | Jakov Zlatar (Zlaja) (Noel Morlaci) |
| Stefan Kapicic | Nikola Ivanov (Niksa)               |
| Jagoda Kumric  | Nikolina Zlatar (Nikol)             |
| Dino Rogic     | Mate Škopljanac                     |

### 2ª temporada
| Ator/Atriz            | Personagem                        |
| --------------------- | --------------------------------- |
| Branimir Popovic      | Šimun Santini †                   |
| David Šikić           | Jakov Zlatar # 2 (Zlaja)          |
| Gordana Džepina       | Iman                              |
| Gordana Gadžić        | Governador Danica                 |
| Ivona Kundert         | Aisha                             |
| Janko Popovic Volaric | Lucijan Krstulović                |
| Marija Karan          | Princesa Anastazija Popović (Ana) |
| Marko Cindrić         | Leão                              |
| Matija Kačan          | Padre Jerônimo                    |
| Mirna Medakovic       | Esma                              |
| Miro Barnjak          | Abdullah                          |
| Sanja Popovic         | Dália                             |
| Zoran Pribičević      | Dorian Damjanović †               |
| ?                     | Madalena Dijak                    |
| ?                     | David Bilic                       |

## Exibições internacionais
| País                 | Emissora             | Estreia                               | Termino                |
| -------------------- | -------------------- | ------------------------------------- | ---------------------- |
| Croácia              | Novo TV              | 4 de setembro de 2011                 | 3 de julho de 2013     |
| Bósnia e Herzegovina | RTRS FTV BN OBN      | 5 de setembro de 2011                 | 3 de julho de 2013     |
| Macedônia            | Canal 5              | 5 de setembro de 2011                 |                        |
| Eslovênia            | TV POP               | 12 de setembro de 2011                | 20 de julho de 2013    |
| Bulgária             | bTV TV Lady          | 28 de março de 2012                   | 12 de julho de 2015    |
| Eslováquia           | TV Doma              | 28 de maio de 2012                    | 21 de julho de 2013    |
| Roménia              | Casa                 | 29 de maio de 2012 12 de maio de 2014 |                        |
| Irã                  | Farsi1               | 28 de julho de 2012                   |                        |
| Montenegro           | Notícias de TV       | 27 de agosto de 2012                  |                        |
| Grécia               | ANT-1                | 8 de maio de 2013                     |                        |
| Egito                | CBC Egito            | 2 de fevereiro de 2013                |                        |
| Sérvia               | TV B92               | 18 de março de 2013                   | 12 de dezembro de 2013 |
| Sérvia               | A primeira televisão | 24 de abril de 2015                   | 2 de dezembro de 2015  |
| Itália               | RAI                  |                                       |                        |
| Ucrânia              |                      |                                       |                        |
| Paquistão            | Urdu 1               |                                       |                        |
| Chéquia              | Telka                | 3 de junho de 2013                    |                        |
| Marrocos             | TV 2M                | 23 de setembro de 2014                | Maio de 2015           |

## Refêrencias
1. ↑  Večernji list (vl): Nikol Zlatar dobiva svoj spin off "Nikol: povjerljivo" na OYO.hr-u, 15. ožujka 2012.
2. ↑  «Prodaja telenovele». Consultado em 15 de novembro de 2011. Cópia arquivada em 11 de novembro de 2011
3. ↑  Siniša Pavić: Domaća filmska i TV produkcija probija se na inozemna tržišta, Novi list, 4. listopada 2015. Pristupljeno 19. studenoga 2016.
4. ↑  Gledanost prve epizode
5. ↑  Trenutna gledanost
6. ↑  Najgledaniji dan u povijesti Nove TV
7. ↑  Pala je prva klapa filma Larin izbor